# سفارت اندونزی در بوگوتا
سفارت اندونزی در بوگوتا (به اسپانیایی: Embassy of Indonesia) یک منطقهٔ مسکونی و نمایندگی سیاسی این کشور در کلمبیا است که در بوگوتا واقع شده‌است.